# Tudorów
Tudorów – wieś w Polsce położona w województwie świętokrzyskim, w powiecie opatowskim, w gminie Opatów.
| SIMC    | Nazwa           | Rodzaj    |
| ------- | --------------- | --------- |
| 0801987 | Tudorów-Folwark | część wsi |

Wieś w powiecie sandomierskim w województwie sandomierskim w  XVI wieku była własnością wojewody kijowskiego Konstantego Wasyla Ostrogskiego. W latach 1975–1998 miejscowość położona była w województwie tarnobrzeskim.
Przez wieś przechodzi  zielony szlak rowerowy do Opatowa.

## Historia
Pierwsze wzmianki o miejscowości pochodzą z XIV w. W 1361 r. sąd ziemski w Sandomierzu rozstrzygnął spór o stawidła. Zatrzymał je dziedzic Tudorowa Pełko „is suis molendinis et in aggere circa castrum Tudorow”, pozbawiając wody młyny w Karwowie. W połowie XV w. wieś była własnością braci Iwana, Pełki i Piotra z rodu Janina. Późniejszym właścicielem był kanonik wiślicki Jan de Tudorow. Tudorów miał łany kmiece, karczmy oraz folwark rycerski, z którego dziesięcinę płacono parafii we Włostowie.
Według rejestru poborowego powiatu sandomierskiego z 1508 r. Tudorów i sąsiednie Dmoszyce należały do Alberta z Dmoszyc.
W 1578 r. Tudorów należał do księcia Ostrogskiego. Wieś miała trzech osadników na 1,5 łanach, 3 zagrodników z rolą, 1 komornika, 1 biednego i 1 rzemieślnika. Pół łanu obsiewano dla dworu.
Według późniejszych spisów, w 1827 r. wieś liczyła 12 domów i 83 mieszkańców. Pod koniec XIX w. w Tudorowie było 18 domów i 116 mieszkańców, funkcjonował też młyn wodny.

## Zabytki

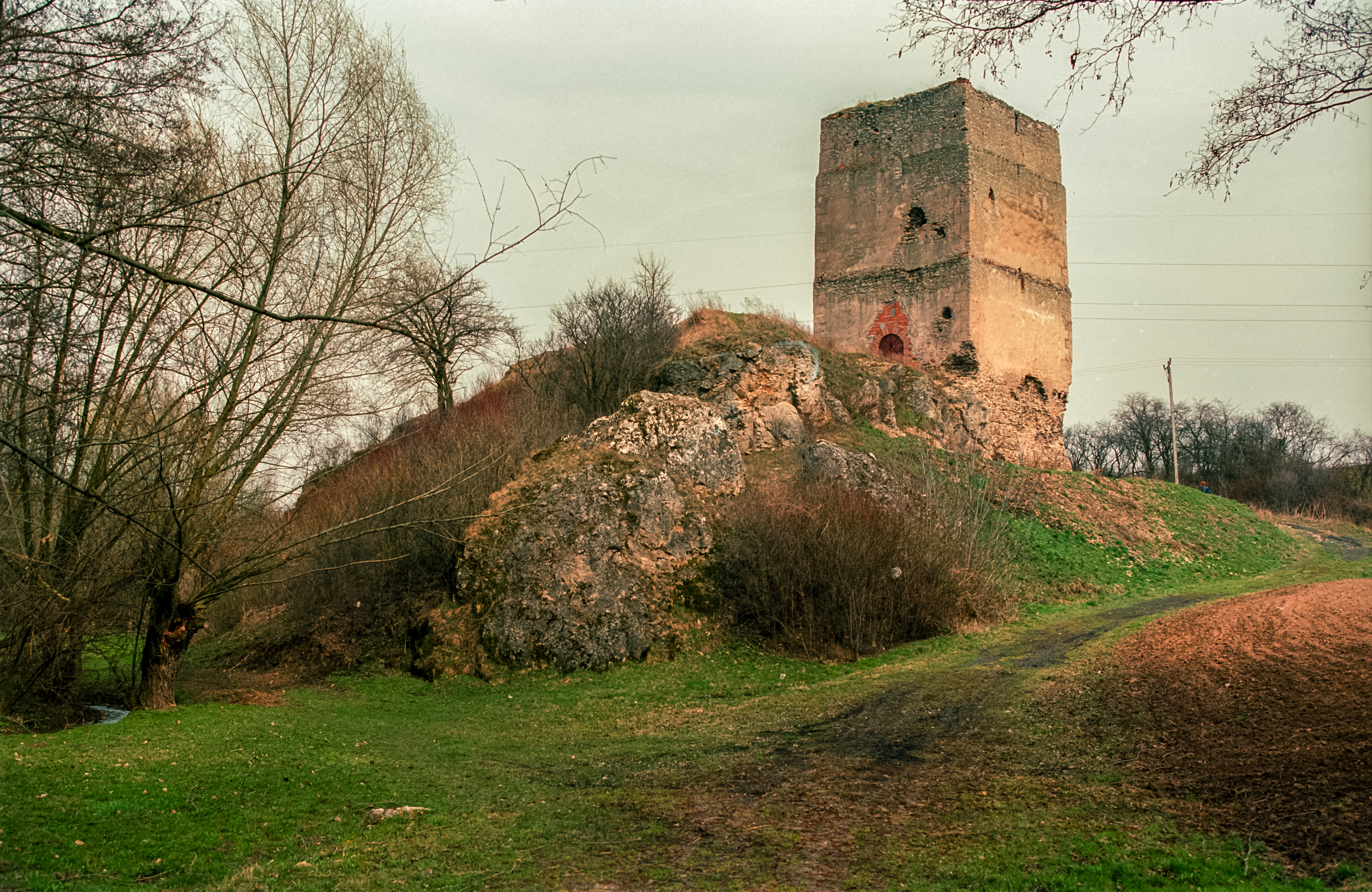
Ruiny zamku

- Ruiny zamku w Tudorowie z XIV wieku. Ruina zamku została wpisana do rejestru zabytków nieruchomych (nr rej.: A.544 z 30.05.1972 i z 9.04.1984)[8].